# Boerhavia periplocifolia
Boerhavia periplocifolia är en underblomsväxtart som beskrevs av Philibert Commerson och Vahl. Boerhavia periplocifolia ingår i släktet Boerhavia och familjen underblomsväxter. Inga underarter finns listade i Catalogue of Life.